# Deinopa angulina
Deinopa angulina är en fjärilsart som beskrevs av George Francis Hampson 1910. Deinopa angulina ingår i släktet Deinopa och familjen nattflyn. Inga underarter finns listade i Catalogue of Life.